# Berlin-Pankow
Berlin-Pankow este un cartier în sectorul cu același nume din Berlin. 
Localnicii îl numesc în vorbirea curentă "Pankow" prin care ei subînțeleg și cartierele vecine Heinersdorf (Pankow-Heinersdorf) și Niederschönhausen (Pankow-Schönhausen). Cartierul se află în partea nordică a Berlinului pe cursul lui Panke un afluent al lui Spree.
Pankow ocupă o suprafață de 5,66 km², el avea în 2010, 56.324 locuirori cu o densitate de 9951 loc./km².

## Istoric
Pankow a fost o așezare slavă situată pe o înălțime, ea a luat naștere probabil prin anul 1230. În documentele istorice este amintită în anul 1311, iar o descriere amănunuțită a Pankowului o găsim într-un document din 1375 din timpul lui Carol al IV-lea, Împărat Roman. În secolul XVII a fost întemeiat Castelul Schönhausen care a devenit o reședință a casei de Hohenzollern. Satul medieval Pankow devine oraș în secolul XIX. Pankow este integrat în 1920 sectorului Pankow. Fosta clădire a primăriei cartierului este și azi sediul administrativ al primăriei. Între anii 1945 și 1949, Pankow a fost în zona de ocupație sovietică, iar mai târziu între 1949 și 1990 a fost pe teritoriul Berlinului de Est. După reunificarea Germaniei face parte din Sectorul Pankow.

## Date demografice
- 1801: 000 286 loc.
- 1850: 001.037 loc.
- 1860: 001.611 loc.
- 1870: 002.105 loc.
- 1880: 004.109 loc.
- 1890: 007.480 loc.
- 1900: 021.534 loc.
- 1910: 029.346 loc.
- 1920: 061.070 loc.
- 1930: 072.064 loc.

Primari
1906–1914: Wilhelm Kuhr
1914–1929: Gustav Stawitz
Din 1920 este integrat sectorului Pankow